# سینما تیراژه ۲
سینما تیراژه ۲ یک سینما در تهران است.
این سینما که دارای دو سالن می‌باشد همزمان با جشنواره فیلم فجر ۱۳۹۲ تأسیس شده و جزئی از یک مجتمع تجاری فرهنگی است سینما تیراژه در بزرگراه امام علی، خروجی شهید مدنی - جنب ایستگاه متروی شهید مدنی قرار دارد.